# Daszyna (gmina)

Logo gminy

Daszyna (do 1954 gmina Mazew) – gmina wiejska w Polsce w województwie łódzkim, w powiecie łęczyckim. W latach 1975–1998 gmina administracyjnie należała do województwa płockiego.
Siedziba gminy to Daszyna.
Gmina jest członkiem Związku Gmin Regionu Kutnowskiego.
Według danych z 31 grudnia 2007 gminę zamieszkiwało 4130 osób.

## Struktura powierzchni
Według danych z roku 2007 gmina Daszyna ma obszar 80,91 km², w tym:
- użytki rolne: 92%
- użytki leśne: 2%

Gmina stanowi 10,47% powierzchni powiatu łęczyckiego.

## Demografia

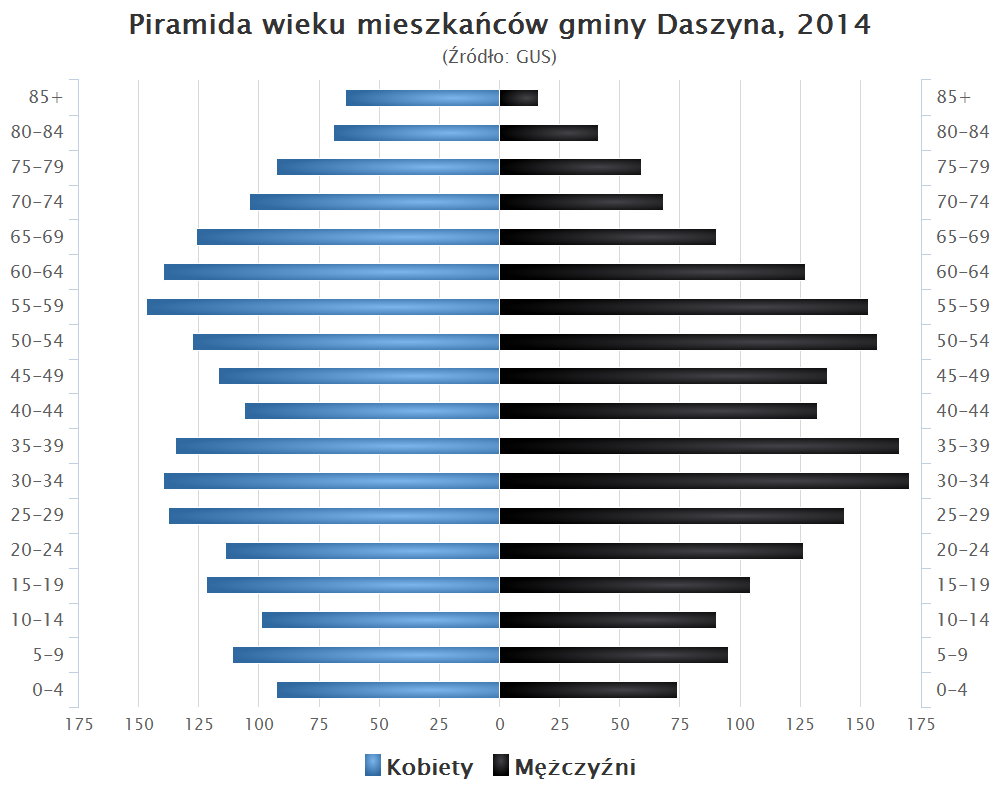
Piramida wieku mieszkańców gminy Daszyna w 2014 roku

Dane z 30 czerwca 2014:
| Opis                              | Ogółem | Ogółem | Kobiety | Kobiety | Mężczyźni | Mężczyźni |
| --------------------------------- | ------ | ------ | ------- | ------- | --------- | --------- |
| jednostka                         | osób   | %      | osób    | %       | osób      | %         |
| populacja                         | 3982   | 100    | 2043    | 51,3    | 1939      | 48,7      |
| gęstość zaludnienia (mieszk./km²) | 49     | 49     | 25      | 25      | 24        | 24        |

## Sołectwa
Daszyna, Drzykozy, Gąsiorów, Jabłonna, Jacków, Jarochów, Jarochówek, Koryta, Krężelewice, Łubno, Mazew, Mazew-Kolonia, Nowa Żelazna, Nowy Sławoszew, Osędowice, Rzędków, Siedlew, Stara Żelazna, Stary Sławoszew, Upale.

## Pozostałe miejscowości
Goszczynno, Janice, Karkoszki, Koryta-Osada, Lipówka, Miroszewice, Ogrodzona, Opiesin, Skrzynki, Walew, Walew-Parcele, Zagróbki, Zieleniew, Żabokrzeki.

## Ochotnicze Straże Pożarne na terenie gminy
1. OSP Daszyna - Krajowy system ratowniczo-gaśniczy

2. OSP Gąsiorów 

3. OSP Jarochów 

4. OSP Jarochówek

5. OSP Koryta

6. OSP Krężelewice

7. OSP Łubno

8. OSP Mazew

9. OSP Stara Żelazna

10. OSP Rzędków

11. OSP Stary Sławoszew 

## Religia
Dominującym wyznaniem na terenie gminy Daszyna jest Kościół rzymskokatolicki. Na terenie Gminy Daszyna znajduje się tylko jedna parafia rzymskokatolicka w Mazewie, która obsługuje kościół w Sławoszewie. Jednakże na terenie gminy mieszkają członkowie sąsiednich parafii w Starej Sobótce, Siedlcu, Topoli Królewskiej i Witoni. 
Znaczącą mniejszość stanowią wierni Kościoła Starokatolickiego Mariawitów należący do parafii św. Mateusza Apostoła i Ewangelisty w Nowej Sobótce. 
Na terenie gminy swoją siedzibę ma także parafia pw. Przenajświętszego Sakramentu Kościoła Katolickiego Mariawitów w Zieleniewie. 

## Sąsiednie gminy
Chodów, Grabów, Krośniewice, Kutno, Łęczyca, Witonia

## Ciekawostka
W eurowyborach w 2009 w gminie padł rekord poparcia dla Samoobrona RP – 41,39% głosów. Prawie wszystkie głosy padły na byłego posła Marka Wojterę.